# Super Mario Bros. 3
Super Mario Advance 4: Super Mario Bros. 3
Vous lisez un « bon article » labellisé en 2013.
Pour la série animée dérivée de ce jeu vidéo, voir Super Mario Bros. 3 (série télévisée d'animation).
Super Mario Bros. 3 (スーパーマリオブラザーズ3, Sūpā Mario Burazāzu Surī) est un jeu vidéo de plates-formes développé et édité par Nintendo sur Nintendo Entertainment System. Il s'agit du troisième volet de la série Super Mario et il est commercialisé en 1988 au Japon, en 1990 aux États-Unis et en 1991 en Europe. Le développement est pris en charge par Nintendo Entertainment Analysis & Development sous la houlette de Shigeru Miyamoto, qui dirige le jeu avec Takashi Tezuka et Hiroshi Yamauchi. 
Le jeu met en avant les personnages de Mario et Luigi dans une quête pour sauver les souverains de chacune des sept régions du Royaume Champignon des griffes de Bowser. Les deux frères voyagent à travers huit mondes afin de rétablir l'ordre dans le royaume. Le gameplay du jeu est basé sur celui des précédents titres de la série, et des nouveaux power-ups améliorent les capacités des personnages. Super Mario Bros. 3 établit des conventions reprises dans les jeux suivants de la série.
Avant sa sortie en Amérique du Nord, des phases de jeu de Super Mario Bros. 3 apparaissent dans le film d'Universal Studios L'Enfant génial, ce qui augmente fortement l'attente du jeu par les fans. Le jeu est un succès commercial. Avec 18 millions d'exemplaires écoulés, il est un des jeux les plus vendus de l'histoire. Super Mario Bros. 3 est par ailleurs acclamé par la presse spécialisée et est inclus dans de nombreux classements des meilleurs jeux vidéo de tous les temps. Son succès inspire une série télévisée d'animation et il ressort par la suite sur plusieurs consoles Nintendo.

## Scénario

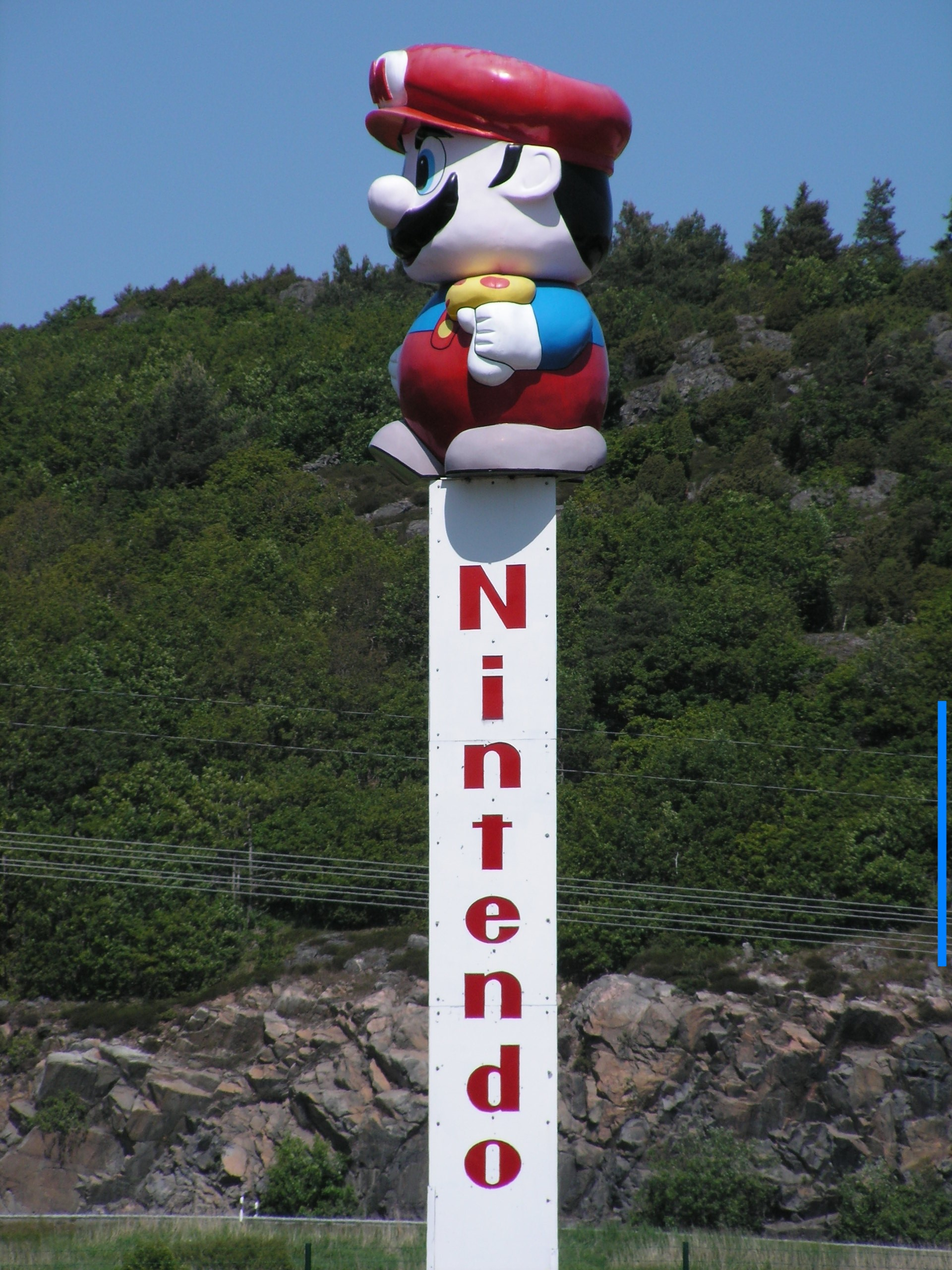
Représentation de Mario, le héros du jeu.

Super Mario Bros. 3 se situe après les événements des trois jeux précédents de la série. Mario et Luigi s'embarquent dans une mission pour arrêter Bowser et ses sbires, les Koopalings, qui terrorisent les sept régions du Royaume Champignon. Les Koopalings transforment les souverains en animaux après avoir volé leurs sceptres magiques. Chaque région sert de monde divisé en niveaux, et une huitième région, le Pays Noir, est le monde final. Chacun des huit mondes est caractérisé par un thème visuel distinct ; par exemple, le deuxième monde, le Pays du Désert, contient des niveaux couverts de sable avec des pyramides, alors que les niveaux du quatrième monde, le Pays Gros, sont peuplés d'obstacles et d'ennemis quatre fois plus grands que ceux des autres mondes.

## Système de jeu
Super Mario Bros. 3 est un jeu de plates-formes à défilement horizontal dans lequel le joueur contrôle le personnage à l'écran, Mario ou Luigi, d'une perspective à la troisième personne. Le jeu a des mécaniques de gameplay similaires à celles des jeux précédents de la série, Super Mario Bros., Super Mario Bros.: The Lost Levels et Super Mario Bros. 2, mais a plusieurs nouveaux éléments. En plus des mouvements de course et de saut révélés dans les jeux précédents, le joueur vole et flotte dans l'air grâce à des objets spéciaux, glisse le long des pentes et exécute des nouveaux types de saut.
Le joueur progresse dans le jeu en avançant dans les niveaux, accessibles depuis une carte du monde dans lequel il se trouve. La carte du monde montre une représentation du monde dans lequel se trouve le joueur vu de dessus. Il y a plusieurs chemins menant de l'entrée du monde à un château. Les chemins conduisent à des panneaux d'actions, des forteresses et d'autres icônes de carte, et offrent au joueur la possibilité de prendre différents parcours pour atteindre la fin du monde. Le déplacement du personnage à l'écran vers un panneau d'actions ou une forteresse permet l'accès à cette phase de jeu, un niveau linéaire rempli d'obstacles et d'ennemis. La majorité du jeu prend place dans ces niveaux, que le joueur traverse en courant, en sautant et en esquivant ou en battant les ennemis,,.
Terminer les niveaux permet au joueur de progresser sur la carte du monde et à travers les mondes successifs. Chaque monde se termine par un niveau final avec un boss à combattre. Dans les sept premiers mondes, le boss est un des Koopalings, que le joueur combat dans un bateau volant, alors que le joueur affronte Bowser, dans son château, dans le dernier monde. Parmi les autres icônes de la carte, on trouve de gros rochers et des portes verrouillées qui bloquent le chemin et des mini-jeux spéciaux qui fournissent au joueur une chance d'obtenir des power ups spéciaux. L'option de conserver les power ups obtenus dans les mini-jeux via un menu accessible depuis la carte du monde est une nouveauté,.
En plus des objets spéciaux venant des jeux précédents comme le Super champignon et la Fleur de feu, des nouveaux power ups apportent au joueur des options inédites. La rareté des objets varie. Par exemple, les champignons 1-up, qui donnent une vie supplémentaire au joueur, sont abondants, alors que les flûtes, qui servent à passer certains mondes, apparaissent seulement à trois reprises dans le jeu. La Super feuille et le costume de Tanuki donnent respectivement à Mario une apparence de raton laveur et de tanuki et lui servent à voler et à se transformer en pierre pour éviter les ennemis pendant un court instant. Quand Mario se change en statue de Tanuki pendant un saut, il s'écrase au sol et tue les ennemis se trouvant sous lui. Cela marque la première apparence de la charge au sol dans un jeu Mario, un mouvement donné à Yoshi dans Yoshi's Island qui devient plus tard un des mouvements standards de Mario dès la sortie de Super Mario 64 en 1996. Il y a aussi le costume de grenouille, qui améliore la vitesse et l'habileté du personnage sous l'eau et augmente la hauteur des sauts, et le costume de marteau, qui donne à Mario l'apparence d'un frère Marto et lui permet de jeter des marteaux sur les ennemis et de résister aux attaques de feu. Certaines capacités fournies par les costumes habilitent le joueur à accéder à des zones spécifiques des niveaux. Par exemple, le costume de grenouille lui sert à entrer dans des tuyaux se trouvant sous l'eau et le costume de Tanuki peut transformer Mario temporairement en une statue invincible,,. Dans le niveau 5-3, Mario peut obtenir un power up connu sous le nom de botte de Goomba qui lui permet de frapper les ennemis. Mario le perd à la fin du niveau,.
Super Mario Bros. 3 a une option multijoueur qui autorise deux personnes à jouer en coopération. La première contrôle Mario, alors que la seconde contrôle Luigi. Dans ce mode, les joueurs peuvent aussi accéder à plusieurs mini-jeux, qui comprennent un remake du jeu d'arcade Mario Bros.

## Développement

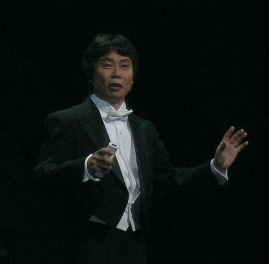
Shigeru Miyamoto, un des directeurs du jeu.

Le développement de Super Mario Bros. 3 est assuré par Nintendo EAD et dure plus de deux ans,. Shigeru Miyamoto est à la tête des concepteurs et des programmeurs, avec lesquels il travaille de façon très proche pendant les phases initiale et finale du développement. Il encourage une grande liberté dans l'échange d'idées à l'intérieur de l'équipe, et considère que les idées intrigantes et originales sont la clé du succès d'un jeu vidéo.
Le jeu est conçu pour des joueurs de niveaux très variés. Les pièces bonus et les vies sont abondamment présentes dans les premiers mondes, tandis que les mondes suivants offrent des défis plus compliqués destinés aux joueurs expérimentés. Les développeurs ajoutent par ailleurs de nouveaux power ups qui donnent à Mario une apparence différente et lui confèrent de nouvelles capacités, les niveaux étant souvent conçus en fonction des capacités dont Mario peut se doter. Il est initialement prévu que Mario puisse se changer en centaure, mais cette transformation est ensuite abandonnée et remplacée par celle en raton laveur qui permet à Mario de voler temporairement,. En plus des ennemis tirés des épisodes précédents comme les Goombas et les Koopas Troopas, de nouveaux ennemis font leur apparition dans Super Mario Bros. 3,. Ces derniers sont en partie inspirés par de véritables expériences vécues par Miyamoto et le reste de l'équipe. Par exemple, l'idée de Chomp, une tête de chien enchaînée, vient d'une mauvaise expérience qu'a eue Miyamoto avec un chien lorsqu'il était enfant. Les sbires de Bowser ont chacun leurs propres apparence et personnalité ; en guise d'hommage à leurs efforts, Miyamoto se base sur sept de ses programmeurs pour les concevoir,. Les noms des Koopalings sont plus tard changés pour ressembler à des noms de célébrités occidentales de la musique, telles que Ludwig van Beethoven ou Iggy Pop, pour l'internationalisation anglaise.
L'aspect graphique des personnages est obtenu en utilisant une machine spéciale de graphismes, le Character Generator Computer Aided Design, qui génère les formes graphiques utilisées dans le jeu. Des numéros sont attribués à ces formes. Le code source du jeu les utilise, et ils sont combinés pour former des images complètes qui apparaissent à l'écran en temps réel. La cartouche de Super Mario Bros. 3 utilise les puces MMC3 ASIC de Nintendo pour renforcer les capacités de la Nintendo Entertainment System (NES). La puce MMC3 est utilisée pour les titres animés, de la mémoire vive supplémentaire pour le déroulement en diagonale et un scanline timer pour partager l'écran. Le jeu utilise ces fonctions pour partager l'écran en deux parties, l'écran de jeu en haut et une barre de statut en bas, ce qui permet à la partie du haut de défiler quand le personnage avance dans le niveau quand la partie du bas reste statique pour afficher du texte et d'autres informations.
Super Mario Bros. 3 est commercialisé le 23 octobre 1988 au Japon. La même année, une pénurie de puces ROM, avec la préparation de Nintendo of America d'une version de Super Mario Bros. 2 pour les joueurs occidentaux (la version japonaise est jugée trop difficile), empêchent Nintendo de sortir Super Mario Bros. 3 et d'autres jeux en Amérique du Nord dans les délais prévus. Ces retards offrent cependant l'opportunité à Nintendo de promouvoir le jeu dans un film. En 1989, Tom Pollack, de Universal Studios, contacte le département marketing de Nintendo of America à propos d'un film sur les jeux vidéo inspiré par les compétitions de jeux vidéo de Nintendo. Pollack envisage une version jeu vidéo de Tommy pour un public plus jeune. Nintendo licence ses produits pour qu'ils soient inclus dans ce qui deviendra L'Enfant génial. Pendant la production du film, les producteurs demandent et obtiennent l'approbation de Nintendo concernant le script et la représentation des jeux de l'entreprise. Super Mario Bros. 3 est un des produits apparaissant dans le film, et il est utilisé dans la scène finale montrant une compétition de jeux vidéo,. Le film sort en décembre 1989, quelques mois avant la sortie du jeu le 12 février 1990. En Europe, le jeu est commercialisé dès le 29 août 1991.

## Accueil

### Critiques
Super Mario Bros. 3 est acclamé par l'ensemble des critiques. Le magazine Joystick parle à sa sortie en France en 1991 d'un « jeu indispensable », un « nouveau chef-d’œuvre » de Nintendo, louant la quantité de secrets et de bonus cachés ; la réalisation est qualifiée d'« excellente », et la jouabilité « fantastique ». Z Big, de Micro News, parle du « hit des hits sur la Nintendo huit bits », un jeu « trognon à souhait » dont il ne peut s'arrêter de vanter les qualités. Julian Rignall, de Mean Machines trouve que Super Mario Bros. 3 est le « meilleur jeu vidéo » auquel il n'ait jamais joué, notant ses propriétés addictives, sa profondeur et le challenge. Un autre critique de Mean Machines, Matt Regan, anticipe le succès du jeu au Royaume-Uni, et le qualifie de « jeu vraiment brillant ». Regan remarque aussi que le jeu offre des éléments qui défient « la tête et les réflexes du joueur » et que, malgré leur simplicité, les graphismes sont « incroyablement variés ». Nintendo Power donne lui des notes élevées pour les graphismes, l'environnement sonore, le challenge, le gameplay et le plaisir que procure le jeu. Edge écrit que son succès éclipse le nombre de ventes de Super Mario Bros. ; le premier titre s'est vendu à 40 millions d'exemplaires, mais était vendu avec la NES. Le magazine constate que la carte du monde est une alternative élégante à un menu pour sélectionner les niveaux. Skyler Miller, de AllGame, loue beaucoup d'éléments du jeu : son level design, ses graphismes, sa musique et sa non-linéarité. Dengeki pense que le jeu est un titre populaire et exprime son enthousiasme à propos de la sortie sur Game Boy Advance. Les objets cachés dans le jeu sont un élément bien reçu. Rignall les considère comme une composante de l'effet addictif du jeu et Sheff remarque que trouver les objets secrets, comme les flûtes, donne un sentiment de satisfaction,.
Néanmoins, des reproches visent différents aspects du jeu. Miller considère que l'absence d'un système permettant de sauvegarder la progression est un inconvénient, alors que Rignall trouve que les aspects sonores et visuels sont dépassés quand on les compare à ceux des jeux des nouvelles consoles Mega Drive et Super Nintendo Entertainment System (SNES,).
Super Mario Bros. 3 apparaît dans de nombreuses listes des meilleurs jeux vidéo. Sur la liste du Top 30 de Nintendo Power, il est 20e en septembre 1989. Il entre dans le Top 10 quelques mois plus tard et atteint la première place en mai 1990,. Super Mario Bros. 3 reste dans le Top 20 pendant plus de cinq ans. Plus d'une décennie après, le magazine place le jeu au sixième rang sur sa liste des deux cents meilleurs jeux Nintendo. En août 2008, Super Mario Bros. 3 est deuxième sur la liste des meilleurs jeux sur NES de Nintendo Power. Le jeu est salué pour avoir rendu la série plus complexe et pour avoir introduit de nouvelles capacités devenues plus tard des capacités emblématiques de la série. En 2004, GameSpot place le jeu dans sa liste des meilleurs jeux de tous les temps, disant que les power ups ajoutent vraiment de la variété au jeu. En 2007, Screwattack (en) dit que Super Mario Bros. 3 est le meilleur jeu de la série et le meilleur jeu sur NES. Les journalistes citent les graphismes, les power ups, les secrets et la popularité comme « juste incroyables » et ajoutent : « Si vous n'avez pas expérimenté cette grandeur, nous vous plaignons »,. Dans un sondage organisé par Dengeki, il partage la troisième place du classement des jeux auxquels leurs lecteurs ont joué en premier avec Super Mario World. Le jeu apparaît dans plusieurs listes de meilleurs jeux d'IGN. En 2005, le site le place à la 23e place des jeux du Top 100, et encense les contrôles précis et intuitifs. Les rédacteurs d'IGN des États-Unis, du Royaume-Uni et d'Australie classent Super Mario Bros. 3 au 39e rang de leur Top 100 de 2007, qualifiant les designs de Miyamoto d'« ingénieux ». Ils écrivent aussi que le jeu améliore les « concepts déjà brillants » des précédents titres grâce à des nouveaux power-ups et ennemis. Les utilisateurs et les lecteurs du site placent le jeu à des rangs élevés sur des listes similaires : 32e en 2005 et 21e en 2006,. En 2007, il est inclus dans le game canon (en), une liste des dix jeux vidéo les plus importants sélectionnés par un comité de la Bibliothèque du Congrès pour conserver les titres-clés de l'industrie. En 2009, Game Informer classe Super Mario Bros. 3 au neuvième rang de sa liste des deux cents meilleurs jeux de tous les temps. Ses journalistes soutiennent que c'est « un jeu avec une durée de vie incroyable qu'[ils ne sont] pas près d'oublier ». La même année, le jeu est onzième, derrière Super Mario Bros., dans le classement des cent meilleurs jeux Nintendo de tous les temps de l'Official Nintendo Magazine. Jeuxvideo.com le place au 61e rang de son classement des cent meilleurs jeux de tous les temps publié en 2011, avançant qu'« en raison de sa difficulté bien dosée, sa réalisation optimale et de ses épreuves multijoueurs, Super Mario Bros. 3 est incontestablement un des meilleurs épisodes en 2D de la série ».

### Ventes
Super Mario Bros. 3 est un succès commercial et devient l'un des jeux les plus vendus de l'industrie vidéoludique. Son apparition dans L'Enfant génial en 1989 attise fortement l'attente du jeu aux États-Unis,. Levi Buchanan, de IGN, considère que le film est une « publicité de 90 minutes » pour le jeu. Jusqu'en 1993, le jeu est vendu à plus de 3,8 millions d'exemplaires au Japon et à 7 millions d'exemplaires aux États-Unis. Dans les seuls États-Unis, le jeu rapporte plus de 500 millions de dollars américains de revenus à Nintendo. En 2008, le Livre Guinness des records mentionne le jeu en tant que jeu vidéo le plus vendu séparément d'une console et rapporte des ventes de plus de 18 millions d'exemplaires. Game Informer annonce dans son numéro d'octobre 2009 que la version de la console virtuelle a été vendue un million de fois. En 2011, Super Mario Bros. 3 est toujours le jeu sur console de salon le plus vendu hors bundles. Il a rapporté 1,7 milliard de dollars, inflation ajustée.

## Postérité

### Influence sur la série
Plusieurs éléments repris dans les titres Super Mario suivants apparaissent pour la première fois dans Super Mario Bros. 3. Une carte du monde similaire est utilisée dans Super Mario World et New Super Mario Bros., et la capacité de Mario de voler est reprise dans Super Mario World, Super Mario 64 et Super Mario Galaxy,,. Super Mario 3D Land, sorti sur Nintendo 3DS, est en partie inspiré de Super Mario Bros. 3. On y retrouve notamment la Super feuille et le costume de tanuki, les bateaux volants des ennemis et les blocs musicaux. La Super feuille apparaît également dans d'autres titres récents comme Mario Kart 7 et New Super Mario Bros. 2. Les cheveux rouges de Bowser sont populaires dès la sortie de ce jeu, et font maintenant partie de son apparence standard. Par une collaboration entre la chaîne de télévision NBC et Nintendo of America, une série de dessin animé appelée Super Mario Bros. 3 est créée en 1990 par la société Diffusion Information Communication. Composée de 26 épisodes, elle est diffusée chaque semaine entre septembre et décembre 1990 sur NBC. Elle contient de nombreux personnages, ennemis et environnements du jeu vidéo ; les sept Koopalings reçoivent des noms différents basés sur leur personnalité et changent d'âge. Des éléments du jeu apparaissent dans d'autres produits de Nintendo. Une musique de Super Mario Bros. 3 apparaît dans la Nintendo Sound Selection Koopa, un ensemble de musiques des jeux Nintendo. Les niveaux et graphiques du jeu sont repris comme un thème d'arrière-plan dans le jeu Tetris DS, sorti en 2006 sur Nintendo DS,. Les Koopalings sont aussi des boss dans Super Mario World, Mario is Missing!, Yoshi's Safari, Hotel Mario et New Super Mario Bros. Wii,. Lors d'une mise à jour majeure de Super Mario Maker 2, les Koopalings deviennent des boss utilisables dans la création de stage.

### Adaptations
- 1993 - Super Nintendo, dans la compilation Super Mario All-Stars[68] ;
- 2003 - Game Boy Advance, sous le titre Super Mario Advance 4: Super Mario Bros. 3 ;
- 2007 - Wii CV [69],[70] ;
- 2010 - Wii, dans la réédition de Super Mario All-Stars nommée Super Mario All-Stars - Edition 25e Anniversaire[71],[72] ;
- 2013 - Wii U CV, Nintendo 3DS CV.
- 2018 - Nintendo Switch Online (NES) de la Nintendo Switch ;
- 2020 - Nintendo Switch Online (SNES) de la Nintendo Switch, portage de Super Mario All-Stars à l'occasion du 35e anniversaire de Super Mario Bros. ;
- 2023 - Nintendo Switch Online (GBA) de la Nintendo Switch, portage de Super Mario Advance 4: Super Mario Bros. 3.

Depuis sa sortie, le jeu est porté sur plusieurs consoles de Nintendo. En 1993, il est inclus dans Super Mario All-Stars, une compilation de jeux NES, sortie sur SNES. Une version Game Boy Advance, Super Mario Advance 4: Super Mario Bros. 3, sort en 2003 et inclut plusieurs mises à jour. Elle a des graphismes similaires à l'édition SNES et une palette couleurs plus grande. Le périphérique e-Reader donne accès à des walkthroughs et à des nouveaux objets et niveaux au point d'être considéré comme un jeu à part entière (option absente de la version européenne du jeu puisque ce lecteur n'est jamais sorti en Europe). En 2007, Super Mario Bros. 3 sort sur la console virtuelle de la Wii, avec le gameplay et les graphismes originaux,. Le jeu est également inclus dans une réédition de Super Mario All-Stars sorti en 2010 sur Wii à l'occasion du 25e anniversaire de la sortie de Super Mario Bros. En 1990 l'équipe id Software proposera à Nintendo le portage du jeu sur PC, une démo sera même réalisé pour l'occasion, mais cela restera sans suite après un refus de Nintendo. En 2013, le jeu sort sur la console virtuelle de la Wii U et sur celle de la Nintendo 3DS. Il sort en 2018 dans le catalogue des jeux NES sur le Nintendo Switch Online. En 2020, il est inclus dans une réédition de Super Mario All-Stars sur le Nintendo Switch Online de la Super Nintendo, à l'occasion du 35e anniversaire de Super Mario Bros.. En 2023, la version Super Mario Advance 4: Super Mario Bros. 3 sort dans le catalogue Game Boy Advance du Nintendo Switch Online.

### Apparitions au cinéma
- Dans le film Beethoven (1992), on aperçoit Ryce et Ted jouer à ce jeu. Ted y joue au moyen du Power Glove.